# 적맹
적맹(翟萌, ? ~ ?)은 전한 말기의 관료로, 자는 유중(幼中)이며 남양군 사람이다.

## 생애
원수 원년(기원전 2년), 경조윤에 임명되었다.

## 출전
- 반고, 《한서》 권19하 백관공경표 下

| 전임 신도박 | 전한의 경조윤 기원전 2년 ~ 기원전 1년? | 후임 손의 |